# مجلس نواب المكسيك
مجلس نواب المكسيك (بالإنجليزية: Chamber of Deputies)‏ هو الهيئة التشريعية في المكسيك، ويتكون من 500 مقعداً، وتبلغ عدد دوائره الانتخابية 305 دائرة، وهو المجلس الأدنى في مجلس الاتحاد.

## طالع أيضًا
- مجلس الاتحاد